# Livesport Prague Open 2022 - Doppio
Marie Bouzková e Lucie Hradecká erano le campionesse in carica, ma Bouzková ha scelto di non partecipare a questa edizione. Hradecká ha fatto coppia con Andrea Sestini Hlaváčková, nel suo ultimo torneo professionistico della carriera, ma sono state sconfitte nei quarti di finale da Miyu Katō e Samantha Murray Sharan.
In finale Anastasija Potapova e Jana Sizikova hanno sconfitto Angelina Gabueva e Anastasija Zacharova con il punteggio di 6-3, 6-4.

## Teste di serie
1. Kirsten Flipkens /  Alison Van Uytvanck (ritirate)
2. Han Xinyun /  Aleksandra Panova (primo turno)

1. Miyu Katō /  Samantha Murray Sharan (semifinale, ritirate)
2. Anastasija Potapova /  Jana Sizikova (Campionesse)

## Wildcard
1. Lucie Havlíčková /  Linda Nosková (quarti di finale)

1. Barbora Palicová /  Dominika Šalková (primo turno)

## Protected ranking
1. Lucie Hradecká /  Andrea Sestini Hlaváčková (quarti di finale)

1. Magda Linette /  Yanina Wickmayer (primo turno)

## Alternate
1. Angelina Gabueva /  Anastasija Zacharova (finale)

## Tabellone

### Legenda
| - Q = Qualificato - WC = Wild card - LL = Lucky loser | - ALT = Alternate - SE = Special Exempt - PR = Protected Ranking | - w/o = Walkover - r = Ritirato - d = Squalificato |

|  | Primo turno | Primo turno                     | Primo turno               | Primo turno | Primo turno |  |  | Quarti di finale | Quarti di finale                | Quarti di finale                | Quarti di finale        | Quarti di finale        |                        |   | Semifinali | Semifinali                            | Semifinali                            | Semifinali                        | Semifinali                        |   |   | Finale | Finale | Finale | Finale | Finale |  |
|  |             |                                 |                           |             |             |  |  |                  |                                 |                                 |                         |                         |                        |   |            |                                       |                                       |                                   |                                   |   |   |        |        |        |        |        |  |
|  | Alt         | A Gabueva A Zacharova           | A Gabueva A Zacharova     | 6           | 6           |  |  |                  |                                 |                                 |                         |                         |                        |   |            |                                       |                                       |                                   |                                   |   |   |        |        |        |        |        |  |
|  |             | E Lechemia S Santamaria         | E Lechemia S Santamaria   | 3           | 1           |  |  | Alt              | A Gabueva A Zacharova           | 6                               | 3                       | [10]                    |                        |   |            |                                       |                                       |                                   |                                   |   |   |        |        |        |        |        |  |
|  | WC          | L Havlíčková L Nosková          | L Havlíčková L Nosková    | 7           | 6           |  |  | WC               | L Havlíčková L Nosková          | 4                               | 6                       | [8]                     |                        |   |            |                                       |                                       |                                   |                                   |   |   |        |        |        |        |        |  |
|  | WC          | B Palicová D Šalková            | B Palicová D Šalková      | 5           | 4           |  |  |                  |                                 |                                 |                         |                         |                        |   | Alt        | A Gabueva A Zacharova                 | A Gabueva A Zacharova                 | A Gabueva A Zacharova             | w/o                               |   |   |        |        |        |        |        |  |
|  | 3           | M Katō S Murray Sharan          | M Katō S Murray Sharan    | 7           | 6           |  |  |                  |                                 | 3                               | M Katō S Murray Sharan  | M Katō S Murray Sharan  | M Katō S Murray Sharan |   |            |                                       |                                       |                                   |                                   |   |   |        |        |        |        |        |  |
|  |             | I Neel A Sharma                 | I Neel A Sharma           | 5           | 4           |  |  | 3                | M Katō S Murray Sharan          | M Katō S Murray Sharan          | 6                       | 6                       |                        |   |            |                                       |                                       |                                   |                                   |   |   |        |        |        |        |        |  |
|  | PR          | L Hradecká A Sestini Hlaváčková | 5                         | 6           | [10]        |  |  | PR               | L Hradecká A Sestini Hlaváčková | L Hradecká A Sestini Hlaváčková | 3                       | 1                       |                        |   |            |                                       |                                       |                                   |                                   |   |   |        |        |        |        |        |  |
|  |             | A Dețiuc M Kolodziejová         | 7                         | 2           | [3]         |  |  |                  |                                 |                                 |                         |                         |                        |   | Alt        | Angelina Gabueva Anastasija Zacharova | Angelina Gabueva Anastasija Zacharova | 3                                 | 4                                 |   |   |        |        |        |        |        |  |
|  | PR          | M Linette Y Wickmayer           | M Linette Y Wickmayer     | 4           | 4           |  |  |                  |                                 |                                 |                         |                         |                        |   |            |                                       | 4                                     | Anastasija Potapova Jana Sizikova | Anastasija Potapova Jana Sizikova | 6 | 6 |        |        |        |        |        |  |
|  |             | V Kužmová M Niculescu           | V Kužmová M Niculescu     | 6           | 6           |  |  |                  | V Kužmová M Niculescu           | 64                              | 6                       | [3]                     |                        |   |            |                                       |                                       |                                   |                                   |   |   |        |        |        |        |        |  |
|  |             | E Gorgodze V Tomova             | E Gorgodze V Tomova       | 3           | 65          |  |  | 4                | A Potapova J Sizikova           | 7                               | 3                       | [10]                    |                        |   |            |                                       |                                       |                                   |                                   |   |   |        |        |        |        |        |  |
|  | 4           | A Potapova J Sizikova           | A Potapova J Sizikova     | 6           | 7           |  |  |                  |                                 |                                 |                         |                         |                        |   | 4          | A Potapova J Sizikova                 | A Potapova J Sizikova                 | 7                                 | 6                                 |   |   |        |        |        |        |        |  |
|  |             | P Plipuech J Rompies            | P Plipuech J Rompies      | 5           | 5           |  |  |                  |                                 |                                 | A Fomina-Klotz E Jašina | A Fomina-Klotz E Jašina | 5                      | 1 |            |                                       |                                       |                                   |                                   |   |   |        |        |        |        |        |  |
|  |             | A Fomina-Klotz E Jašina         | A Fomina-Klotz E Jašina   | 7           | 7           |  |  |                  | A Fomina-Klotz E Jašina         | A Fomina-Klotz E Jašina         | 6                       | 6                       |                        |   |            |                                       |                                       |                                   |                                   |   |   |        |        |        |        |        |  |
|  |             | V D'jačenko O Kalašnikova       | V D'jačenko O Kalašnikova | 6           | 6           |  |  |                  | V D'jačenko O Kalašnikova       | V D'jačenko O Kalašnikova       | 4                       | 4                       |                        |   |            |                                       |                                       |                                   |                                   |   |   |        |        |        |        |        |  |
|  | 2           | X Han A Panova                  | X Han A Panova            | 3           | 4           |  |  |                  |                                 |                                 |                         |                         |                        |   |            |                                       |                                       |                                   |                                   |   |   |        |        |        |        |        |  |